# Hmannan Yazawin
Hmannan Maha Yazawindawgyi (birm. မှန်နန်း မဟာ ရာဇဝင်တော်ကြီး /m̥àɴnáɴ məhà jàzəwɪ̀ɴdɔ̀dʑí/; potocznie Hmannan Yazawin; w piśmiennictwie angielskojęzycznym znana jako Glass Palace Chronicle) – pierwsza oficjalna kronika birmańskiej dynastii Konbaung.
Kronika została spisana przez Królewską Komisję Historyczną Birmy w latach 1829–1832. Pracę tę oparto na kilku wcześniejszych istniejących kronikach i historiach lokalnych oraz na inskrypcjach zebranych na polecenie króla Bodawpayi, a także na kilku rodzajach utworów poetyckich opisujących bohaterskie czyny królów. Chociaż autorzy kroniki zakwestionowali niektóre z wcześniejszych zapisów, w zasadzie zachowali oni relacje zawarte w Maha Yazawin, oficjalnej kronice dynastii Taungngu.
Kronika obejmująca wydarzenia mające miejsce do roku 1821, tuż przed pierwszą wojną angielsko-birmańską (1824–1826), nie została napisana z czysto świeckiej perspektywy historycznej, ale raczej z intencją „legitymizacji [monarchii] zgodnie z kryteriami religijnymi”. W istocie, „najważniejszy postęp” jaki dokonał się w Hmannan polegał na zastąpieniu dominującego do tego czasu przedbuddyjskiego mitu założycielskiego birmańskiej monarchii takim, który łączy powstanie monarchii z klanem Buddy Siakjamuniego oraz pierwszym królem z buddyjskiej mitologii, Maha Sammaty.
Hmannan była główną kroniką, do jakiej odwoływali się wcześni uczeni europejscy piszący najstarsze wersje historii Mjanmy i nadal pozostaje główną kroniką standardową w studiach nad historią tego kraju.

## Etymologia
Tytuł kroniki składa się ze słów Hmannan, czyli Pałac Zwierciadeł, nazwy jednego z budynków kompleksu pałacu Inwa, w którym prowadzono prace nad kroniką, oraz yazawin (birm. ရာဇဝင်) pochodzącego od palijskiego raja-vamsa oznaczającego „kronikę królów”. Nazwa ta tłumaczona jest zwyczajowo w piśmiennictwie angielskojęzycznym jako „Glass Palace Chronicle” (pol. Kronika Szklanego Pałacu) choć dokładniejszym tłumaczeniem byłoby „Chronicle of the Palace of Mirrors” (pol. Kronika Pałacu Zwierciadeł).

## Okoliczności powstania

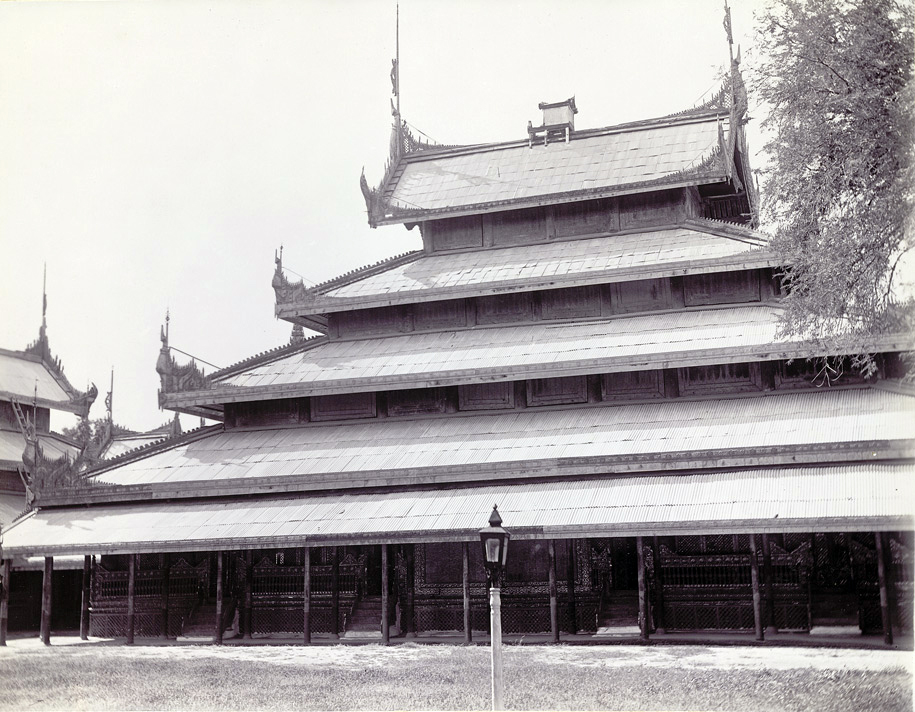
Stary Szklany Pałac w Mandalaj, podobny do budynku wchodzącego w skład kompleksu pałacu Inwa

Na początku 1829 r. król Bagyidaw polecił Królewskiej Komisji Historycznej aktualizację królewskich kronik. Królestwo wyszło właśnie z katastrofalnej pierwszej wojny angielsko-birmańskiej (1824–1826), po której Birma dynastii Konbaung została zmuszona do przekazania Imperium Brytyjskiemu całości swych ziem zachodnich (Arakanu, Manipuru i Assamu) oraz całego wybrzeża Taninthayi na południe od rzeki Saluin. Co więcej, królewski skarbiec doznał poważnego uszczerbku na skutek konieczności wypłaty Brytyjczykom w czterech ratach miliona funtów szterlingów (ok. 2 mld dolarów amerykańskich wg ich wartości z roku 2006) jako reparacji wojennych. Aktualizacja kronik była prawdopodobnie właściwym działaniem w sytuacji, kiedy „przyszłość wydawała się niepewna, teraźniejszość stała się tak bardzo bolesna, a lekcje przeszłości wymagały właściwszych wyjaśnień.”
W tym czasie oficjalną kroniką była Maha Yazawin (pol. Wielka Kronika), standardowa kronika dynastii Taungngu, która obejmowała okres do roku 1711. Pierwsza kronika dynastii Konbaung, Myanmar Yazawin Thit (pol. Nowa Kronika Mjanmy) zamówiona przez poprzednika i dziadka Bagyidawa – Bodawpayę i obejmująca historię do roku 1785, nie została uznana za oficjalną, gdyż zawierała bardzo mocną krytykę wcześniejszych kronik. Chociaż to sam Bodawpaya nakazał autorowi Yazawin Thit weryfikację dokładności Maha Yazawin poprzez odwołanie się do różnorodnych źródeł, w tym do setek inskrypcji, król nie zaakceptował nowej kroniki, gdy została mu przedstawiona.

## Prace nad kroniką
W skład 13-osobowej Królewskiej Komisji Historycznej wchodzili uczeni mnisi, dworscy historycy oraz dworscy bramini. Gdy 11 maja 1829 r. (1. dnia Przybywania Księżyca miesiąca Nayon 1191 ME) Komisja zebrała się po raz pierwszy, jej członkowie mieli już gotowy dostęp do wielu źródeł historycznych: ponad 600 inskrypcji (po części oryginalnych, a po części kopii) zebranych w latach 1783–1793, kilku wcześniejszych kronik birmańskich (yazawin i ayedawbon), lokalnych historii związanych z pagodami (thamaing), palijskich kronik religijnych oraz birmańskiej liryki i epiki (eigyin, mawgun i yazawin thanbauk).
Na czele komisji stanął Monywe Zetawun Sayadaw, w tym czasie jeden z „najlepiej wykształconych mnichów”. Był on już autorem wydanej w 1810 skróconej kroniki, a w czasie gdy został powołany do prac nad tworzeniem nowej kroniki oficjalnej pisał właśnie obszerniejszą wersję swego dzieła. Pomagał mu inne wykształcony mnich – Thawkabin Sayadaw. Obydwaj mnisi otrzymali zadanie skontrolowania wcześniejszych kronik napisanych prozą, w tym zwłaszcza dwóch najważniejszych: Maha Yazawin i Myanmar Yazawin Thit. Oprócz tego pełnili też funkcję „redaktorów konsultantów”.
Obydwu duchownych wspierał w pracy były mnich i starszy minister na dworze, Maha Dhamma Thingyan, który również sprawdził dwie główne kroniki pod kątem źródeł historycznych i zdecydował, które należy przyjąć, a które odrzucić. U Yauk i U Chein skontrolowali dwanaście tomów starych poematów eigyin oraz dziewięć mniejszych kronik królewskich (yazawin) i pięć kronik biograficznych (ayedawbon). Inni członkowie komisji, jak U Hpyaw, pełnili funkcje pisarzy, a dworscy bramini sprawdzali źródła indyjskie pod kątem zapisów królewskich ceremonii, takich jak koronacje, obrzędy towarzyszące budowie nowych pałaców itp.
Ukończenie nowej kroniki zajęło Komisji trzy lata i cztery miesiące. Podzieliła ona kronikę na dwie części: pierwsza obejmuje okres od zamierzchłej przeszłości do czasów ostatniej dynastii (do roku 1752); część druga (nazywana też Konbaung-Zet Yazawin) opisuje rządy panującej wówczas dynastii Konbaung do roku 1821. Nie wszyscy autorzy zgodzili się z opiniami, jakie znalazły się w nowej kronice. Jej przewodniczący, Monywe Sayadaw, uważał, że obraz ostatnich królów z dynastii Taungngu, jaki można znaleźć we wcześniejszych opracowaniach z okresu dynastii Konbaung, był zbyt negatywny i zdecydował się na opublikowanie w 1831 r. własnej kroniki zatytułowanej Maha Yazawin Kyaw (pol. Wielka Znakomita Kronika)

## Analiza źródeł
Chociaż głównym celem komisji była pozornie jedynie weryfikacja dokładności wcześniejszych kronik i aktualizacja ich zawartości do czasów współczesnych (1829-1832), jej członkowie postawili przed sobą przynajmniej jeszcze jedno równie ważne zadanie, jakim była „legitimizacja zgodnie z kryteriami religijnymi” birmańskiej monarchii. Nowa kronika doprowadziła opis historii Birmy do roku 1821, czyli okresu tuż przed wybuchem pierwszej wojny angielsko-birmańskiej. Pomimo jednak, iż komisja wspomagała się badaniem inskrypcji i wielu innych różnorodnych źródeł, pozostawiła ona wiele zapisów zawartych w Maha Yazawin bez większych zmian.
Autorzy próbowali weryfikować zawarte w Maha Yazawin daty, które nie zgadzały się z Zatadawbon Yazawin. Podawana przez Maha Yazawin chronologia dla dynastii Pagan różniły się od dat zawartych w Zata nawet o 42 lata (jak w przypadku daty wstąpienia na tron Anawrahty). Wcześniejsi historycy podejmowali już próby uzgodnienia rażących rozbieżności między dwiema wcześniejszymi kronikami. Próbę przerzucenia mostu nad chronologiczną przepaścią je dzielącą była opublikowana w 1798 r. Myanmar Yazawin Thit; podawane przez nią daty są o około 15 lat bliższe datom zawartym w Zata, jednak różnica wynosi nadal 27 lat. (W oparciu o dowody epigraficzne daty podawane przez Zatę okazały się później najdokładniejszymi.). Autorzy Hmannan postanowili w większości pozostać przy datach podawanych przez Yazawin Thit z kilkoma jedynie drobnymi poprawkami, jak to widać w zamieszczonej poniżej tabeli. Zawiera ona porównanie dat panowania wczesnych królów Paganu (począwszy od Pyinbyi, będącego według kronik fortyfikatorem miasta) podawanych przez trzy różne kroniki.
| Imię                                     | Lata panowania wg Zatadawbon Yazawin | Lata panowania wg Maha Yazawin | Lata panowania wg Yazawin Thit | Lata panowania wg Hmannan Yazawin | Lata panowania wg współczesnej nauki |
| ---------------------------------------- | ------------------------------------ | ------------------------------ | ------------------------------ | --------------------------------- | ------------------------------------ |
| Pyinbya                                  | 846–876                              | 846–858                        | 846–878                        | 846–878                           |                                      |
| Tannet                                   | 876–904                              | 858–876                        | 878–906                        | 878–906                           |                                      |
| Sale Ngahkwe                             | 904–934                              | 876–901                        | 906–915                        | 906–915                           |                                      |
| Theinhko                                 | 934–956                              | 901–917                        | 915–931                        | 915–931                           |                                      |
| Nyaung-u Sawrahan                        | 956–1001                             | 917–950                        | 931–964                        | 931–964                           |                                      |
| Kunhsaw Kyaunghpyu                       | 1001–1021                            | 950–971                        | 964–986                        | 964–986                           |                                      |
| Kyiso                                    | 1021–1038                            | 971–977                        | 986–992                        | 986–992                           |                                      |
| Sokkate                                  | 1038–1044                            | 977–1002                       | 992–1017                       | 992–1017                          |                                      |
| Anawrahta                                | 1044–1077                            | 1002–1035                      | 1017–1059                      | 1017–1059                         | 1044–1077                            |
| Sawlu                                    | 1077–1084                            | 1035–1061                      | 1059–1066                      | 1059–1066                         | 1077–1084                            |
| Kyanzittha                               | 1084–1111                            | 1063–1088                      | 1064–1093                      | 1064–1092                         | 1084–1112/1113                       |
| Sithu I                                  | 1111–1167                            | 1088–1158                      | 1093–1168                      | 1092–1167                         | 1112/1113–1167                       |
| Narathu                                  | 1167–1170                            | 1158–1161                      | 1168–1171                      | 1167–1171                         | 1167–1170                            |
| Naratheinkha                             | 1170–1173                            | 1161–1164                      | 1171–1174                      | 1171–1174                         | 1170–1174                            |
| Sithu II                                 | 1173–1210                            | 1164–1197                      | 1174–1211                      | 1174–1211                         | 1174–1211                            |
| Htilominlo                               | 1210–1234                            | 1197–1219                      | 1211–1234                      | 1211–1234                         | 1211–1235                            |
| Kyaswa                                   | 1234–1249                            | 1219–1234                      | 1234–1250                      | 1234–1250                         | 1235–1249                            |
| Uzana                                    | 1249–1254                            | 1234–1240                      | 1250–1255                      | 1250–1255                         | 1249–1256                            |
| Narathihapate                            | 1254–1287                            | 1240–1284                      | 1255–1286                      | 1255–1286                         | 1256–1287                            |
| Kyawswa Wasal mongolski (1297)           | 1287–1300                            | 1286–1300                      | 1286–1298                      | 1286–1298                         | 1289–1297                            |
| Sawhnit Wasal królestwa Myingsaing/Pinya | 1300–1331                            | 1300–1322                      | 1298–1330                      | 1298–1325                         | ?                                    |
| Uzana II Wasal królestw Pinya i Ava      | 1331–1368                            | 1322–1365                      | 1330–1368                      | 1325–1368                         | ?                                    |

Autorzy Hmannan dodali też do swojego opracowania pewną liczbę komentarzy dotyczących niektórych fragmentów tekstu Maha Yazawin. Nadal jednak, nawet wtedy gdy komisja przedyskutowała wcześniejsze zapisy, jej komentarze są „skrajnie ezoteryczne w naturze” i z perspektywy historiografii świeckiej zawierają „niewiele treściwej analizy krytycznej”. W istocie, nieliczne zmiany, jakie wniosła komisja przyjmują ściśle religijny punkt widzenia. Najważniejszym owocem tych zmian było wynikające z Hmannan twierdzenie, że birmańska monarchia pochodzi od klanu Siakja, z którego wywodził się Budda. Nowa narracja zastąpiła rozpowszechnione dotąd przedbuddyjskie mity założycielskie monarchii która, jak uważano dotąd, miała wywodzić się od Pyusawhtiego, syna solarnego ducha i księżniczki-smoka. Autorzy kroniki stwierdzili, że Pyusawhti był faktycznie potomkiem siakjańskiej dynastii Tagaung, założonej przez Abhiyazę, członka klanu Siakja z Kapilavastu, tego samego regionu, w którym urodził się Budda. Rodzicami Pyusawhtiego były teraz istoty ludzkie – Thado Aditsa Yaza (w języku pali, pol. Król Słońce) z domu królewskiego Tagaung oraz jego żona, która prosiła o syna w miejscowej świątyni poświęconej księżniczce-smokowi. Twierdzenie to miało wywrzeć niszczycielski wpływ na reputację kroniki jako całości w oczach uczonych brytyjskiej ery kolonialnej, którzy odrzucili większość zawartych w niej informacji dotyczących wczesnej historii, jako „kopię indyjskich legend zaczerpniętych z sanskryckich i palijskich oryginałów”. Przynajmniej do lat 60. XX w. był to pogląd dominujący w głównym nurcie nauki, chociaż czołowi historycy Mjanmy pochodzenia birmańskiego nie zgadzali się z tak stanowczym odrzuceniem zawartych w kronice informacji na temat wczesnej historii kraju Najnowsze badania pokazują, że jeśli odrze się ją z elementów legendarnych, które postrzegane są obecnie jako alegorie, narracja kroniki jest w dużej mierze zgodna z dowodami naukowymi. Dowody z badań archeologicznych pokazują, że wiele z miejsc wspomnianych w historiach królów było rzeczywiście nieprzerwanie zamieszkanych przez ponad trzy tysiąclecia, a opowiadania kroniki o historii sprzed XI w. uważane są za zapis „pamięci społecznej” tych czasów.
Zgodność Hmannan z faktami rośnie, gdy opisuje zdarzenia następujące „po XI w., kiedy chronologia kronik birmańskich jest wiarygodna”. Jednym z głównych powodów jest to, że birmańscy kronikarze mieli możność zapoznania się z inskrypcjami pochodzącymi z poprzednich epok. Podobnie, przeprowadzone w 1986 r. badanie Maha Yazawin, za którą Hmannan blisko podąża, stwierdziło zgodność z faktami dużej części opisu historii XVI w., której świadkami było także wielu Europejczyków.

## Znaczenie
Hmannan Yazawin jest standardową kroniką birmańską i podstawowym źródłem historycznym w historiografii Mjanmy do początku XIX w. Prawie wszystkie angielskojęzyczne opracowania birmańskiej historii, sięgając aż do okresu imperialnego, są w głównej mierze oparte na Hmannan. Była ona też wykorzystywana przez historyków tajskich do dokonywania poprawek w chronologii sprzed 1767 r. w rekonstruowanych po 1767 r. kronikach syjamskich, która wykazywała różnice sięgające kilku dziesięcioleci.

## Tłumaczenia

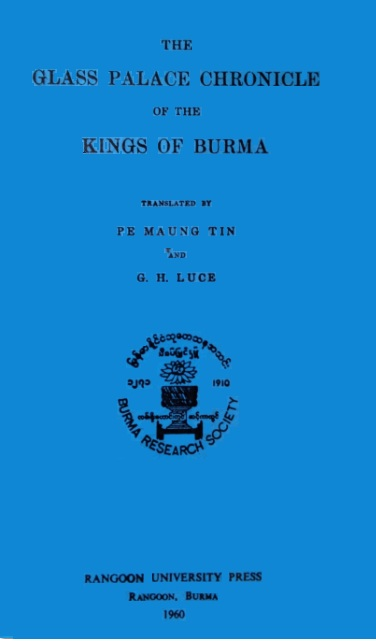
II wydanie Kroniki z 1960 r.

Chociaż wszystkie ważniejsze opracowania historii Mjanmy opierają się na Hmannan, cała kronika nie została jeszcze przetłumaczona na języki obce. Jak dotąd, jedynie fragment – obejmujący okres do końca dynastii Pagan – został przetłumaczony pod tytułem Glass Palace Chronicle na język angielski przez Pe Maung Tina i Gordona Luce’a. W 1987 r. Glass Palace Chronicle została przetłumaczona na język francuski pod tytułem Pagan, l’univers bouddhique: Chronique du Palais de Cristal przez P. H. Cerre i F. Thomasa.